# Karlův zámeček
Karlův zámeček (též Karlův les, Karlswald) býval lovecký zámeček u obce Pávov u Jihlavy, vystavěný na počátku 18. století a zbořený v roce 1998. Na jeho místě stojí haly firmy Bosch diesel.

## Historie

### Založení
Zámeček nechal v roce 1685 jako lovecký zámek položený v rozlehlé oboře vystavět hrabě Pachta z Rájova, majitel Střítežského panství. V roce 1723 zámeček při zpáteční cestě do Vídně ze své korunovace v Praze navštívil Karel VI., který se oboře zámku věnoval s hrabětem Pachtou lovu.

### Další majitelé
Zámek byl v držení Pachtů do roku 1725. Tehdy přešlo celé panství na hraběte Filipa Ludvíka ze Sinzendorfu a od roku 1735 ho vlastnil litoměřický biskup Mořic Adolf Karel, vévoda v Sasku Žičici. Za jeho držení došlo na Karlově zámečku v roce 1743 k setkání císařovny Marie Terezie s nejvyšším českým hofmistrem Filipem Josefem Gallasem. Roku 1805 zámeček a přilehlou oboru zpustošilo bavorské vojsko generála Wredeho a ten od té doby chátral. Pravděpodobně v té době vzala za své centrální budova. Od roku 1840 byl v majetku K. Antonína z Hohenzollern-Sigmaringenu, který zde v roce 1850 zřídil hospodářský dvůr. Sedm dochovaných pavilonů v té době sloužilo jako byty, stodoly a chlévy. Poslední vlastník, A. Fišar, zde nechal postavit obytné budovy. V 50. letech 20. století byl zámeček znárodněn a stal se majetkem JZD a později státního statku. Vedle zámku byly postaveny nové účelové budovy pro chov prasat. V parku okolo zámku byly znatelné stopy cihlami dlážděných fontán.

### Zánik zámku
Po roce 1989 byl zámeček vrácen v restituci. Později jej však koupilo město Jihlava a následně prodalo stuttgartské firmě Bosch. V roce 1998 byly zbývající části bývalého zámku zbourány a na jejich místě vyrostly postupně tovární haly firem Bosch diesel a Automotive Lighting. Po zámku dnes zbyla pouze alej jírovců, která tvoří jakýsi park obklopený továrními budovami, jedna z ulic obce Pávov též stále vede ve směru ke Karlovu lesu, v půlce je však přerušena dálničním přivaděčem.

## Podoba
Architektem stavby byl Johann Bernard z Erlachu. Stavba měla osmiúhelníkový půdorys, okolo centrální budovy zámečku stálo 8 pavilonů s rozbíhajícími se cestami do obory. Z dochovaných záznamů vyplývá, že zámeček měl 30 pokojů pro šlechtu. V jednom z pavilonů se nacházela kaple. Okolo zámku byla osmihranná ohradní zeď. Ještě za vlastnictví státního statku byly v budovách patrné zbytky fresek a maleb. Severovýchodní pavilon sloužil jako hájovna. Jihozápadní pavilon, dříve taneční sál, byl přeměněn na stodolu a poté na kovárnu; ze severozápadního pavilonu, původně kaple, se stala stodola.

### Sochy
Od roku 1775 stálo u jednotlivých alejí šest barokních soch od Jana Václava Prchala – alegorie hudby, tance a čtyř ročních období. Od roku 1923 bylo pět z těchto soch (čtyři roční období a alegorie hudby) umístěno ve Smetanových sadech v Jihlavě, od roku 2006 jsou umístěny v parčíku jihlavské radnice v centru Jihlavy. Poslední sochu (Alegorii tance) vlastnil před druhou světovou válkou továrník Löw z Helenína u Jihlavy, socha dosud stojí u západní zdi atria jeho domu, v němž dnes sídlí Střední uměleckoprůmyslová škola Helenín, je nicméně ze všech soch kolekce nejvíce poškozená (chybí jí ruce).
Ze zámečku také pocházejí rokokové vázy, dnes umístěné u vstupu do zámku v Polné.

## Pověst
„V Karlově lese u Jihlavy stával kdysi nádherný zámek. Ozdobné zahrady a park jej obklopovaly, široká stromořadí rozbíhala se z letohrádku paprskovitě na všecky strany. V lese kolem pobíhaly laně a jeleni, v bažantnici se to hemžilo bažanty, a ptáci na stromech líbezně prozpěvovali. Pávi se vznešeně procházeli po cestičkách vysypaných žlutým pískem s vějíři duhově zbarvených per na ocasech. Pán zámku byl velmi bohat a ve sklepeních měl sudy plné zlaťáků a drahokamů. Jeho syn často sestupoval do těchto podzemních sklepení, procházel se mezi sudy a občas na ně se zalíbením zaťukal. „Počkejte jen, ubozí zajatci,“ rozprávěl k dukátům za dubovou sudovinou, „mějte ještě chvíli strpení, však já vás všecky pustím z tohoto vězení!“ A jakmile starý otec zemřel, tak to také mladý udělal. Pořádal nákladné hostiny, žil rozmařile a prohýřil s lehkými ženami a dobrými přítelíčky dukáty a s nimi i zámek. Ještě dlouho potom bylo ze sutin sešlého zámku viděti třpytit se drahokamy z bývalé nádhery, která nyní pomalu zarůstá mechem. Pouze čtyři krásné sochy z bývalé zámecké zahrady zdobí naše Smetanovy sady. Dobře si je prohlédněte, jsou poslední, co z uměleckých děl na zámku zbylo!"

## Galerie

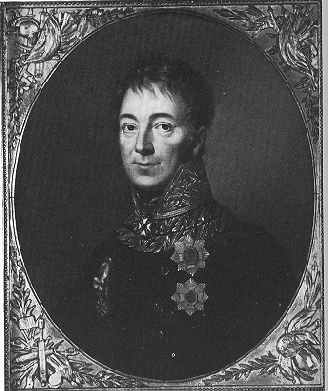
Generál Karl Philipp von Wrede
erb rodu Hohenzollern-Sigmaringen